# تكية الدولة
تكية الدولة (بالفارسية: تکیه دولت) كانت إحدى تكايا إيران تعود إلى القاجاريين، وتقع في طهران. وكانت مستخدمة كحسينية. تم هدم المبنى سنة 1946.

## آنظر أيضًا
- تكايا إيران